# Tchoffol I
Tchoffol I (ou Do'outchoffol I, Doutchofol I) est une localité du Cameroun située dans l'arrondissement de Bogo, le département du Diamaré et la région de l’Extrême-Nord. Elle fait partie du lawanat de Mororo.

## Population
En 1975, la localité comptait 119 habitants, dont 70 Peuls et 49 Massa.
Lors du recensement de 2005, on y a dénombré 215 personnes.